# Ансамбль бандуристів імені Гната Хоткевича

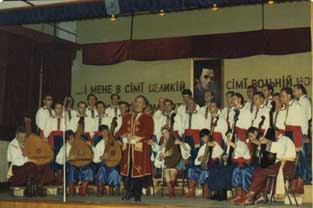
Капела бандуристів ім. Г. Хоткевича 1968

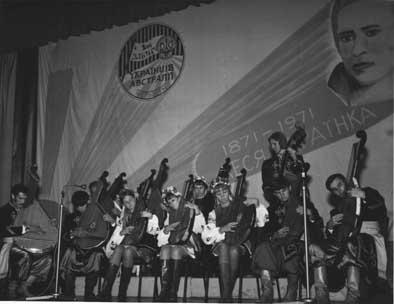
Ансамбль бандуристів ім. Г. Хоткевича 1971

Ансамбль бандуристів імені Гната Хоткевича був заснований в Сідней, Австралії Г. Бажулом у червні 1964 року. У травні 1971 року мистецьким керівником став П. Деряжний.
Ансамбль відрізнявся від інших кобзарських колективів в тим що ансамбль грав винятково харківським способом на діатонічних інструментах. У 1961 році ансамбль видав першу свою платівку, та у 1978 році під керівництвом П. Деряжного ще одну довгограючу платівку «Кобза і пісня».
В ансамблі деякий час грав Павло Дяченко.